# Eurovisiesongfestival 1973
Het Eurovisiesongfestival 1973 was het achttiende Eurovisiesongfestival en vond plaats op 7 april 1973 in Luxemburg, Luxemburg. Het werd gepresenteerd door Helga Guitton. Van de zeventien deelnemende landen won gastland Luxemburg met het nummer Tu te reconnaîtras, uitgevoerd door Anne-Marie David. Dit lied kreeg 129 punten, 8,6% van het totaal. Met 125 punten werd de Spaanse groep Mocedades tweede, gevolgd door Cliff Richard namens het Verenigd Koninkrijk met 123 punten.
De taalregel, die bepaalde dat landen alleen songs in een van hun nationale talen mochten inzenden, werd ingetrokken. Dit leidde ertoe dat de artiesten uit enkele landen in het Engels zongen.
Voor de Portugese Fernando Tordo was zijn vijfde deelname aan de preselectie de goede. De Zweedse groep Nova heette oorspronkelijk Malta, maar wijzigde haar naam om verwarring met het eiland Malta te voorkomen, hoewel dat land dit jaar niet meedeed.
Het orkest werd dit jaar voor het eerst ook gedirigeerd door vrouwelijke dirigenten: Monica Dominique deed dit voor Zweden en Nurit Hirsch voor Israël.
Dit jaar was er voor het eerst een inzending van Israël. Op de Olympische Spelen in München het voorgaande jaar doodden Palestijnse terroristen elf Israëlische atleten en begeleiders in het Bloedbad van München. Daarom waren er vergaande veiligheidsmaatregelen getroffen. Volgens de bekende Britse songfestivalcommentator Terry Wogan maande de floormanager het publiek zelfs te blijven zitten als er werd geapplaudisseerd, anders zou men het risico lopen beschoten te worden door de beveiliging. Anders dan men toen aannam, trad de Israëlische inzending niet op in een kogelwerend vest.

## Interludium
Tijdens het interludium trad Charlie Rivel op.

## Puntentelling

### Stemstructuur
Net als een jaar eerder waren bij het festival twee juryleden van elk land aanwezig. Hiervan was er steeds één jonger dan 25 en één ouder dan 25. Elk jurylid beloonde elk lied met 1, 2, 3, 4 of 5 punten. Elk van hen geeft punten van 1 tot en met 5 voor elk liedje, behalve de eigen inzending. Elke land gaf dus minimaal twee en maximaal 10 punten per inzending.

### Score bijhouden
De score werd bijgehouden op een scorebord dat in de zaal hing.
De deelnemende landen stonden in het Frans op het bord.
Achter elk land stond het totaal aantal punten
De gegeven punten werden gelijk bij het totaal van het land opgeteld.
Tijdens de puntentelling stond de presentatrice op het podium.
Zij noemde het land, waarna de juryleden het bordje met punten omhoog deden.
Een driehoekige pijl achter het totaal gaf aan welk land het hoogste aantal punten had. De pijl ging knipperen na iedere stemronde.

### Stemmen
De jury kwam blok-voor-blok in beeld: drie landen tegelijkertijd gaven punten. Alleen de laatste landen, Frankrijk en Israël kwamen als twee landen in beeld.
Het geven van de punten ging op volgorde van optreden.
Het land en het totaal van de punten werd door de EBU-controleur gezegd in het Frans.
Daarna noemde de presentatrice de punten en landen in het Engels.
In zowel het Frans als Engels gebruikte zij daarvoor het woord "votes".

### Beslissing
Toen de laatste twee landen begonnen met stemmen, stond Luxemburg al aan kop met 111 punten. De laatste jury kon per land maximaal 20 punten geven. Daardoor maakten ook Spanje (108 punten) en het Verenigd Koninkrijk met 106 punten nog een kans om te winnen. Toen de jury 18 punten aan Luxemburg gaf, was het duidelijk: het groothertogdom was de winnaar met 129 punten. Zelfs al zou het Verenigd Koninkrijk 20 punten krijgen, dan zou het met 128 punten toch op de tweede plaats komen.

### Onemanshow
Bij het geven van de punten viel het gedrag van het mannelijke Zwitserse jurylid op: elke keer dat het bordje met punten omhoog moest, maakte hij er een kleine show van. Dit was mede de oorzaak van het afschaffen van dit puntensysteem.

### Resultaat
| Plaats | Land                | Artiest(en)        | Lied                     | Punten |
| ------ | ------------------- | ------------------ | ------------------------ | ------ |
| 1      | Luxemburg           | Anne-Marie David   | Tu te reconnaîtras       | 129    |
| 2      | Spanje              | Mocedades          | Eres tú                  | 125    |
| 3      | Verenigd Koninkrijk | Cliff Richard      | Power to all our friends | 123    |
| 4      | Israël              | Ilanit             | Ey-sham                  | 97     |
| 5      | Zweden              | Nova               | You're summer            | 94     |
| 6      | Finland             | Marion Rung        | Tom tom tom              | 93     |
| 7      | Noorwegen           | Bendik Singers     | It's just a game         | 89     |
| 8      | Monaco              | Marie              | Un train qui part        | 85     |
| 8      | Duitsland           | Gitte Henning      | Junger Tag               | 85     |
| 10     | Ierland             | Maxi               | Do I dream?              | 80     |
| 10     | Portugal            | Fernando Tordo     | Tourada                  | 80     |
| 12     | Zwitserland         | Patrick Juvet      | Je vais me marier, Marie | 79     |
| 13     | Italië              | Massimo Ranieri    | Chi sarà con te          | 74     |
| 14     | Nederland           | Ben Cramer         | De oude muzikant         | 69     |
| 15     | Frankrijk           | Martine Clémenceau | Sans toi                 | 65     |
| 15     | Joegoslavië         | Zdravko Čolić      | Gori vatra               | 65     |
| 17     | België              | Nicole & Hugo      | Baby, baby               | 58     |

## Deelnemers

### Terugkerende artiesten
| Land                | Artiest         | Plaats | Eerdere deelname         | Plaats toen |
| ------------------- | --------------- | ------ | ------------------------ | ----------- |
| Finland             | Marion Rung     | 6      | Finland 1962             | 7           |
| Italië              | Massimo Ranieri | 13     | Italië 1971              | 5           |
| Verenigd Koninkrijk | Cliff Richard   | 3      | Verenigd Koninkrijk 1968 | 2           |

### Nationale keuzes
In Finland konden de Koivisto Sisters (ESF 1971) en Lasse Mårtenson (ESF 1964) geen rol van betekenis meer spelen. In Portugal waren Tonicha (ESF 1971) en Simone de Oliveira (ESF 1965, 1969) van de partij. Benny Borg stond vorig jaar nog samen met Grethe Kausland op het songfestival nu probeerde hij solo en werd 2de. In Zwitserland werden Henri Dès (ESF 1970) en Peter, Sue & Marc (ESF 1971) gedeeld 3de. In Joegoslavië werd Krunoslav Slabinac 4de bij Jugovizija. In Zweden traden Claes-Göran Hederström (ESF 1968) en Lill-Babs (ESF 1961) opnieuw aan, ook enkele toekomstige deelnemers waren er zoals Ted Gärdestad, Lasse Berghagen en ABBA. In Frankrijk werd Anne-Marie Godart 3de, vorig jaar trad ze nog voor Monaco aan.

### Debuterende landen
- Israël debuteerde dit jaar en werd daarmee het eerste Aziatische land dat deelnam aan het Eurovisiesongfestival.

### Terugtrekkende landen
- Malta trok zich terug na twee keer als laatste geëindigd te zijn.
- Oostenrijk bleef thuis tot 1976.

### Net niet gediskwalificeerd
- Spanje: Juan Carlos Calderón, de componist van de Spaanse inzending Eres tú, werd beschuldigd van plagiaat. Het lied zou namelijk lijken op de Joegoslavische inzending van 1966 (Brez besed, gezongen door Berta Ambrož). Eres tú werd echter niet gediskwalificeerd. Volgens sommige critici had dit politieke redenen: Franco's Spanje zou meer tot de kern van Europa behoren dan Tito's Joegoslavië. Het lied eindigde uiteindelijk als tweede en werd een grote internationale hit.

### Kaart

Deelnemende landen
Landen die al meegedaan hebben maar niet meedoen